# Макарий Фотинос
Макарий (на гръцки: Μακάριος) е православен духовник, епископ на Цариградската патриаршия.

## Биография
Роден е в Арта с името Фотинос или Фокас (Φωτεινός, Φωκάς). Става монах в манастира Кутлумуш. В 1636 година наследява поленинската епископска катедра от Калиник, който е преместен в Солун. Заема катедрата в Дойран до 1649 година, когато се пенсионира.